# 大菩薩 (小惑星)
大菩薩（だいぼさつ、11161 Daibosatsu）は小惑星帯に位置する小惑星である。群馬県邑楽郡大泉町のアマチュア天文家、小林隆男が1998年に発見した。
山梨県甲州市と北都留郡丹波山村に跨る標高2,056.9mの山、大菩薩嶺に因んで命名された。